# لیناردو آمارال
لیناردو آمارال (به پرتغالی: Leandro Câmara do Amaral) مهاجم اهل برزیل است که در شهر سائوپائولو و در تاریخ ۶ اوت ۱۹۷۷ به دنیا آمده‌است.
لیناردو آمارال در تیم‌های فوتبال Portuguesa سابقهٔ حضور دارد.